# Peugeot Hoggar (concept car)
Pour les articles homonymes, voir Peugeot Hoggar.
La Peugeot Buggy Hoggar est un prototype concept car buggy tout-terrain, du constructeur automobile Peugeot, présenté en 2003 au Salon international de l'automobile de Genève,.

## Caractéristiques
Ce buggy deux places, quatre roues motrices de 360 chevaux, est propulsé par deux moteurs diesel HDi DOHC FAP Peugeot de 2168 cm³ / 180 CV chacun (un à l'avant et un à l'arrière). À l'image du Peugeot Touareg de 1996, il est baptisé du nom du Hoggar, région montagneuse désertique du Sahara en Afrique. 

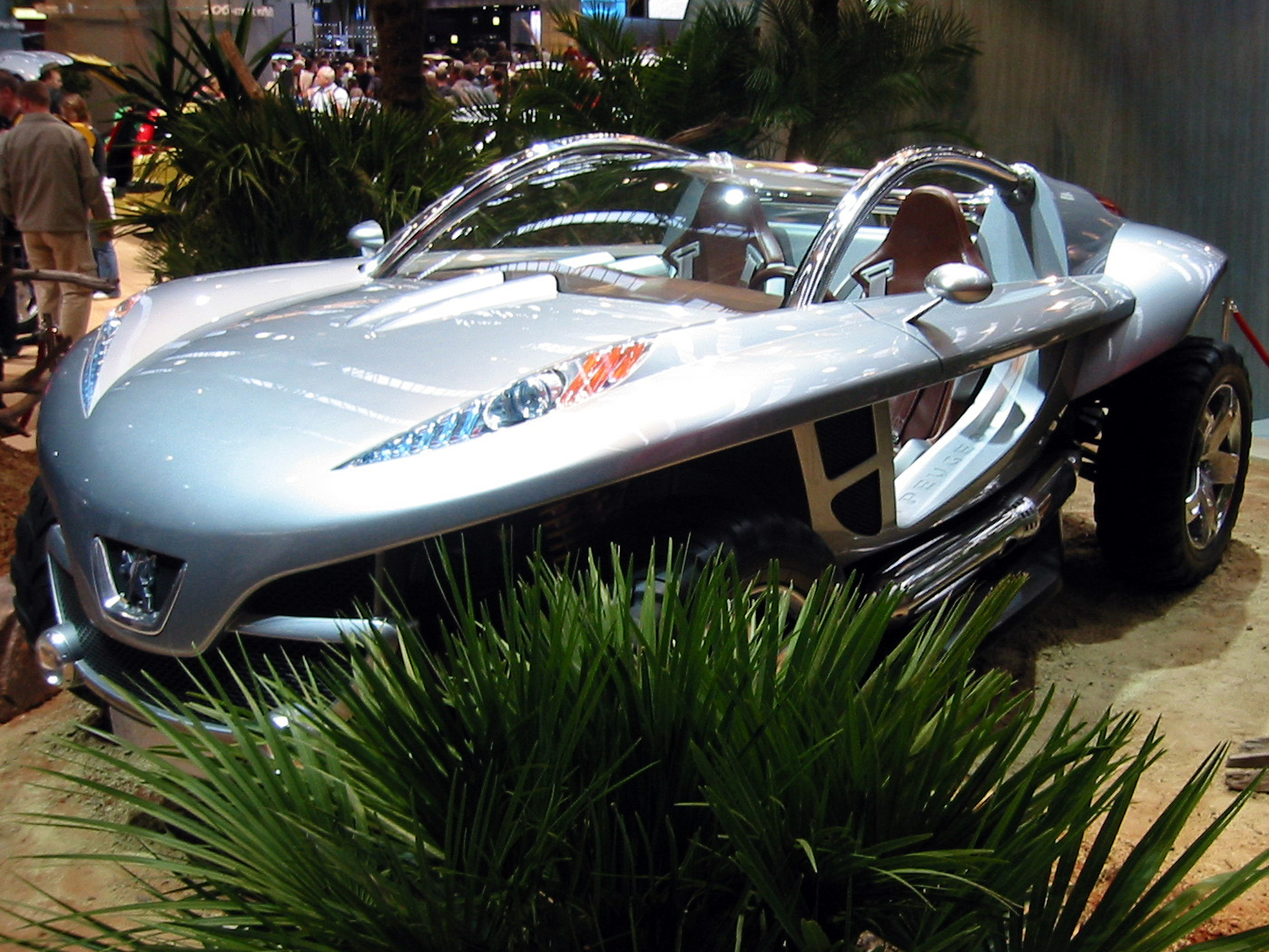
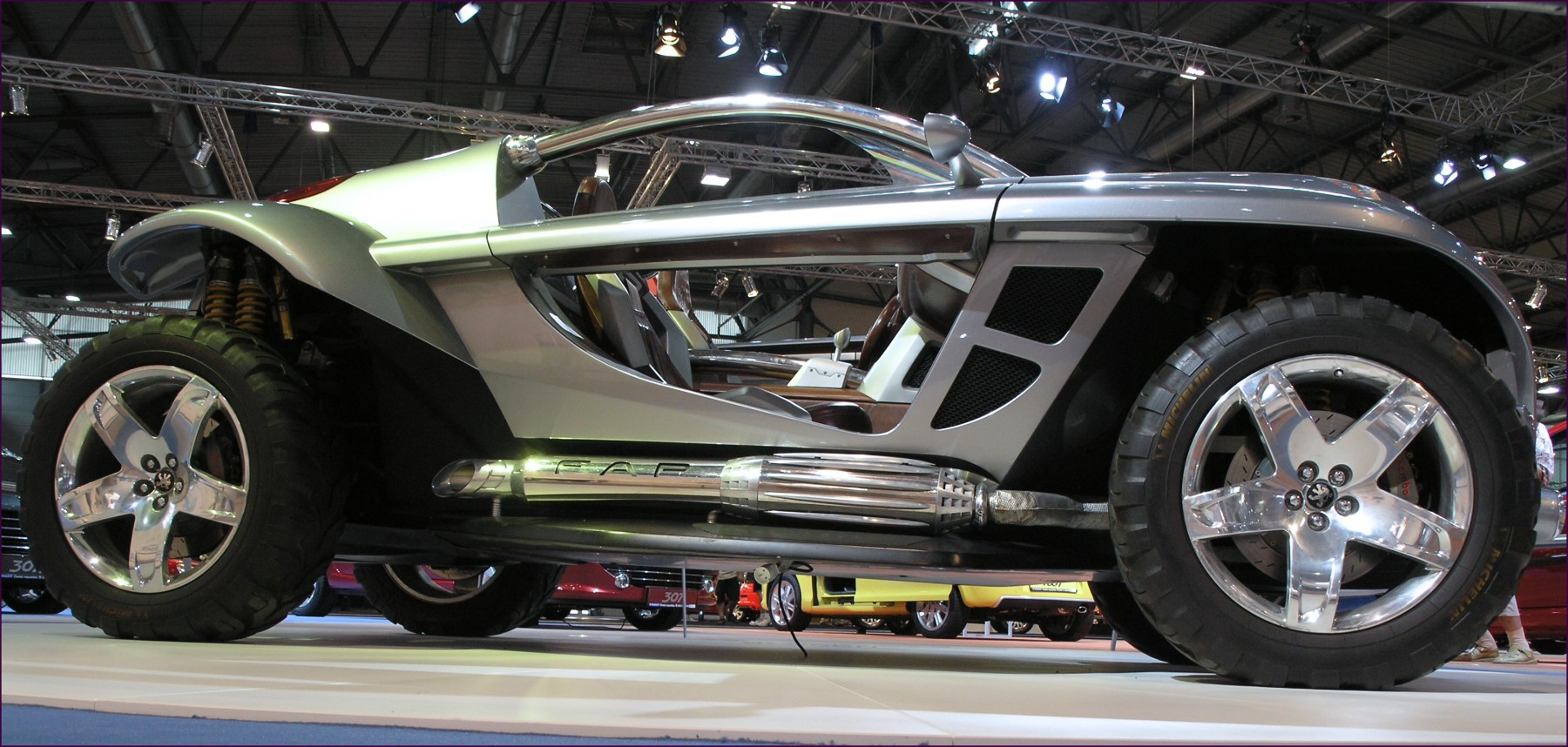
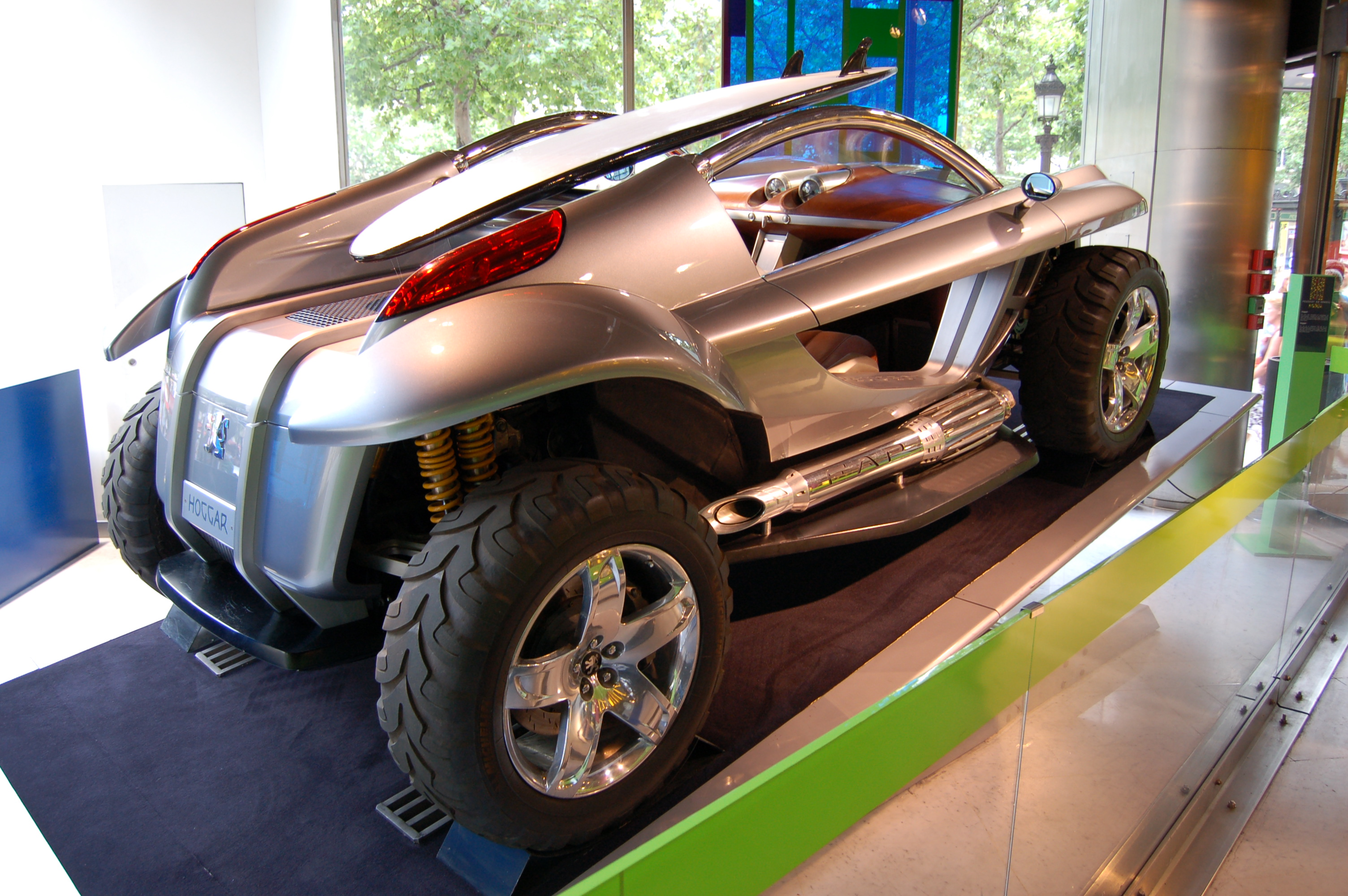

La carrosserie est constituée d'une seule pièce en fibre de carbone en nid d'abeilles, renforcée par deux arceaux en acier inoxydable, et le design est inspiré de la nature, du monde animal, et du biomimétisme. 
Le nom a été repris pour le Peugeot Hoggar (Pick-up) de 2010, pour l'Amazonie/marché brésilien